# Pomeni imen asteroidov: 79001–80000
Pregled pomenov imen asteroidov (malih planetov) od številke 79001 do 80000, ki jim je Središče za male planete dodelilo številko in so pozneje dobili tudi uradno ime  v skladu z dogovorjenim načinom imenovanja. Pregled je preverjen z Schmadelovim “Slovarjem imen malih planetov” (“Dictionary of Minor Planet Names”). 
Pregled pojasnjuje izvor oziroma pomen imen asteroidov, ki ga je priznala Mednarodna astronomska zveza (IAU). Nekateri asteroidi imajo imajo dodatno pojasnilo o izvoru imena, ki pa vedno ni popolnoma zanesljivo (oznaka “†” ali “‡“). 
| Ime               | Začasna oznaka | Izvor imena |
| 79001–79100       | 79001–79100    | 79001–79100 |
| ----------------- | -------------- | --- |
| 79086 Gorgasali   | 1977 RD        | kralj Vakhtang Gorgasali iz Kavkaške Iberije (znana tudi kot Kartli, danes je to vzhodna Gruzija), ustanovitelj Tbilisija, glavnega mesta Gruzije †                   |
| 79087 Scheidt     | 1977 UM2       | Samuel Scheidt, nemški orglar in skladatelj (kot tudi njegova brata Gottfried in Christian), rojen in umrl je v odkriteljevem rojstnem mestu Halle, Nemčija †         |
| 79101–79200       |                | |
| 79129 Robkoldewey | 1990 TX11      | Robert Koldewey, nemški arhitekt in arheolog † |
| 79130 Bandanomori | 1990 UC2       | gora Bandanomori (769 m), in mestu Suzaki, prefektura Koči, Japonska †                                                                                                |
| 79144 Cervantes   | 1992 CM3       | Miguel de Cervantes, španski romanopisec, najbolj je znan po romanu Don Kihot †                                                                                       |
| 79149 Kajigamori  | 1992 UR4       | gora Kajigamori (1400 m), v mestu Otojo, prefektura Koči, Japonska, na njej leži Observatorij Kajigamori †                                                            |
| 79201–79300       |                | |
| 79254 Tsuda       | 1994 YJ        | Tsunemi Tsuda, the "Blazing Closer", japonski bejzbolist za moštvo Hiroshima Toyo Carp †                                                                              |
| 79271 Bellagio    | 1995 SJ5       | kraj Bellagio, Italija, letoviško mesto ob jezeru Komo, nekaj kilometrov severno od Astronomskega observatorija Sormano (Osservatorio Astronomico Sormano) † ‡        |
| 79301–79400       |                | |
| 79333 Yusaku      | 1996 TN6       | Yusaku Matsuda (1949 – 1989), japonski televizijski in radijski igralec †                                                                                             |
| 79353 Andrewalday | 1997 AF16      | Andrew Alday, ameriški član osebja na Optičnem in superračunalniškem observatoriju zračnih sil Mau (Air Force Maui Optical and Supercomputing observatory ali AMOS) † |
| 79375 Valetti     | 1997 FA        | Alvero Valetti, italijanski matematik in fizik † |
| 79401–79500       |                | |
| 79418 Zhangjiajie | 1997 LO        | Zhangjiajie, pokrajina Hunan, Ljudska republika Kitajska, eden izmed osmih kitajskih parkov, ki jih navaja tudi UNESCO †                                              |
| 79501–79600       |                | |
| 79601–79700       |                | |
| 79701–79800       |                | |
| 79801–79900       |                | |
| 79896 Billhaley   | 1999 BH5       | Bill Haley (1925 – 1981), ameriški začetnik rock and rola † |
| 79901–80000       |                | |
| 79912 Terrell     | 1999 CC3       | Dirk Terrell, ameriški astronom, pisatelj in astronomski umetnik † |

| Predhodnik: 78001–79000 | Pomeni imen asteroidov Seznam asteroidov (79001-79250) Seznam asteroidov (79251-79500) Seznam asteroidov (79501-79750) Seznam asteroidov (79751-80000) | Naslednik: 80001–81000 |